# Reformierte Kirche Windisch

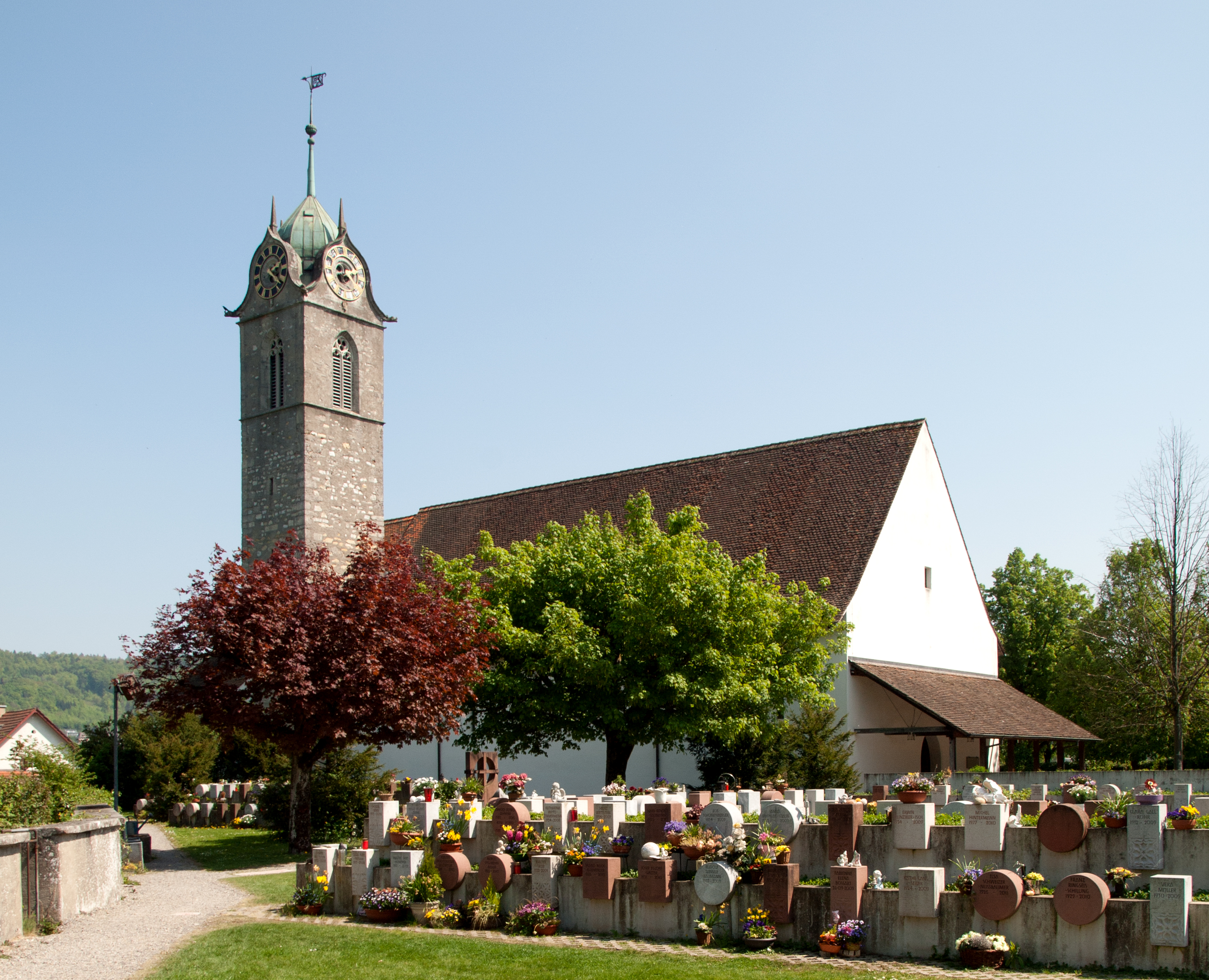
Die reformierte Kirche von Windisch (Westansicht)

Die reformierte Kirche Windisch steht auf dem Kirchhügel in der aargauischen Gemeinde Windisch in der Schweiz. Die heutige, im romanischen Stil erbaute Kirche entstand um 1300 und steht als B-Objekt (mittlere der drei Schutzstufen) unter kantonalem Denkmalschutz.

## Geschichte
Im 6. Jahrhundert ist in Windisch ein Bischofssitz nachgewiesen. Am Burgundischen Reichskonzil von 517 nahm ein Bubulcus episcopus civitatis Vindoniensis teil. Bischof Grammatius ist für die fränkischen Kirchenversammlungen in den Jahren 535, 541 und 549 nachgewiesen, wo er Vindonissa und Aventicum vertrat, denn im 6. Jahrhundert lag der helvetische Stammesbischofssitz zeitweilig in Vindonissa. Nach der umstrittenen Martinsinschrift wurde von einem Bischof Ursinus und einem Detibaldius im 8. oder 9. Jahrhundert ein Neubau der Martinskirche gestiftet.
Dies steht im Widerspruch zum Patrozinium am Ende des Hochmittelalters, denn die Kirche war der Muttergottes geweiht und nicht dem heiligen Martin. Bei den Ausgrabungen anlässlich der Renovierung 1964–67 wurden unter der heutigen Kirche keine eindeutigen Spuren von Vorgängerkirchen gefunden, sondern nur einige nicht genauer datierbare römische Gebäudereste. Vermutlich stammen die Fundamente der Langhausseitenwände von der Vorgängerkirche, da das Fundament vorspringt.
1312 erhielt das Kloster das Patronatsrecht, und 1334 wurde die Kirche in das Kloster Königsfelden inkorporiert. Nach der Auflösung des Klosters ging der Kirchenschatz an den Kanton Bern und 1803 an den Kanton Aargau.
Die Kirchgemeinde umfasst heute neben Windisch nur noch die Orte Habsburg, Mülligen und Hausen. Die ursprüngliche Pfarrei war grösser; so wurde Brugg spätestens 1227 eigenständig. 1526 wurden Birr, Birrhard, Brunegg, Lupfig, Scherz und Schinznach-Bad abgetrennt und bildeten zusammen die neugegründete Kirchgemeinde Birr. Der Ort Altenburg kam mit der Gemeindefusion 1902 zu der Kirchgemeinde Brugg.

### Baugeschichte
Auch wenn Lage und Grösse der Vorgängerkirchen unklar sind, kann davon ausgegangen werden, dass der heutige Bau in einem Schritt entstand, denn Schiff, Chor und Turm sind baulich miteinander verbunden. Der Neubau der heutigen Kirche geschah nach Meinung der Kunsthistoriker um 1300. Damit musste die Lehrmeinung abgeändert werden, welche bis dahin davon ausgegangen war, dass Chor und Turm erst um 1400 entstanden. Die Sakristei scheint im 15. Jahrhundert nachträglich angebaut worden zu sein, da Rippen- und Türformen auf diese Zeit schliessen lassen. Irgendwann wurde das Kirchenschiff nach Westen verlängert. Der Turm wurde im Jahr 1642 erhöht und barockisiert. Für das Jahr 1772 ist eine «kostbare Reparation» nachgewiesen. Im 18. Jahrhundert wurde eine flache Gipsdecke eingezogen. 1804 und 1897 wurde eine umfassende Renovation vorgenommen, 1949 das Äussere erneuert. Eine Gesamtrenovation und archäologische Untersuchungen geschahen zwischen 1964 und 1967; dabei wurde der vorgotische Zustand so weit wie möglich wiederhergestellt. Dafür wurde das Dach abgesenkt und die sieben romanischen Fensterachsen wiederhergestellt.

## Gebäude
Das Schiff ist als grosser, längsrechteckiger Saal ausgeführt und ist nicht geostet, denn die Längsachse weicht nach Nordosten ab. Diesem schliesst sich ein eingezogener, fast quadratischer Chor an. Nördlich des Chors an der Schiffswand steht der Kirchturm, der nördlich von der Schiffswand vorspringt. An den Turm und an die Chorwand ist die vorspringende Sakristei angebaut. Im Turm war die alte Sakristei untergebracht; beide sind mit einer Türe mit dem Chor verbunden. Die Kirche ist mit einem Satteldach gedeckt, wobei das Dach des Chores etwas tiefer liegt als das Dach des Schiffes.

## Ausstattung

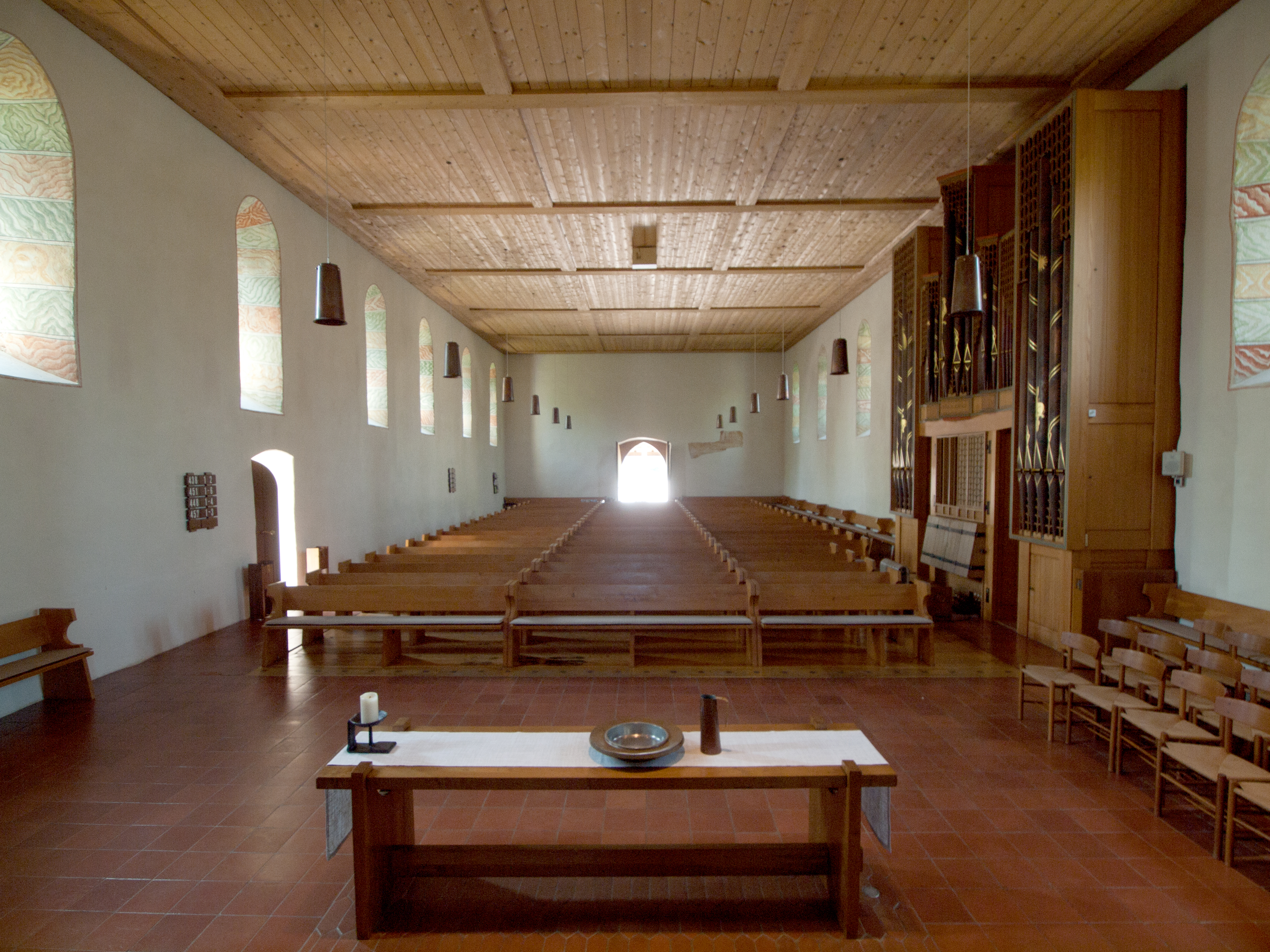
Der Schiffsinnenraum, vom Chor aus gesehen

Die romanische Kirche war ursprünglich vollständig ausgemalt. Durch die späteren Umbauten und die Übertünchung gingen im Schiff viele Malereien unwiederbringlich verloren. Im Chor hingegen blieb ein Grossteil der Gemälde unter dem Verputz erhalten und wurde 1897 restauriert und gesichert.

### Gemälde im Chor

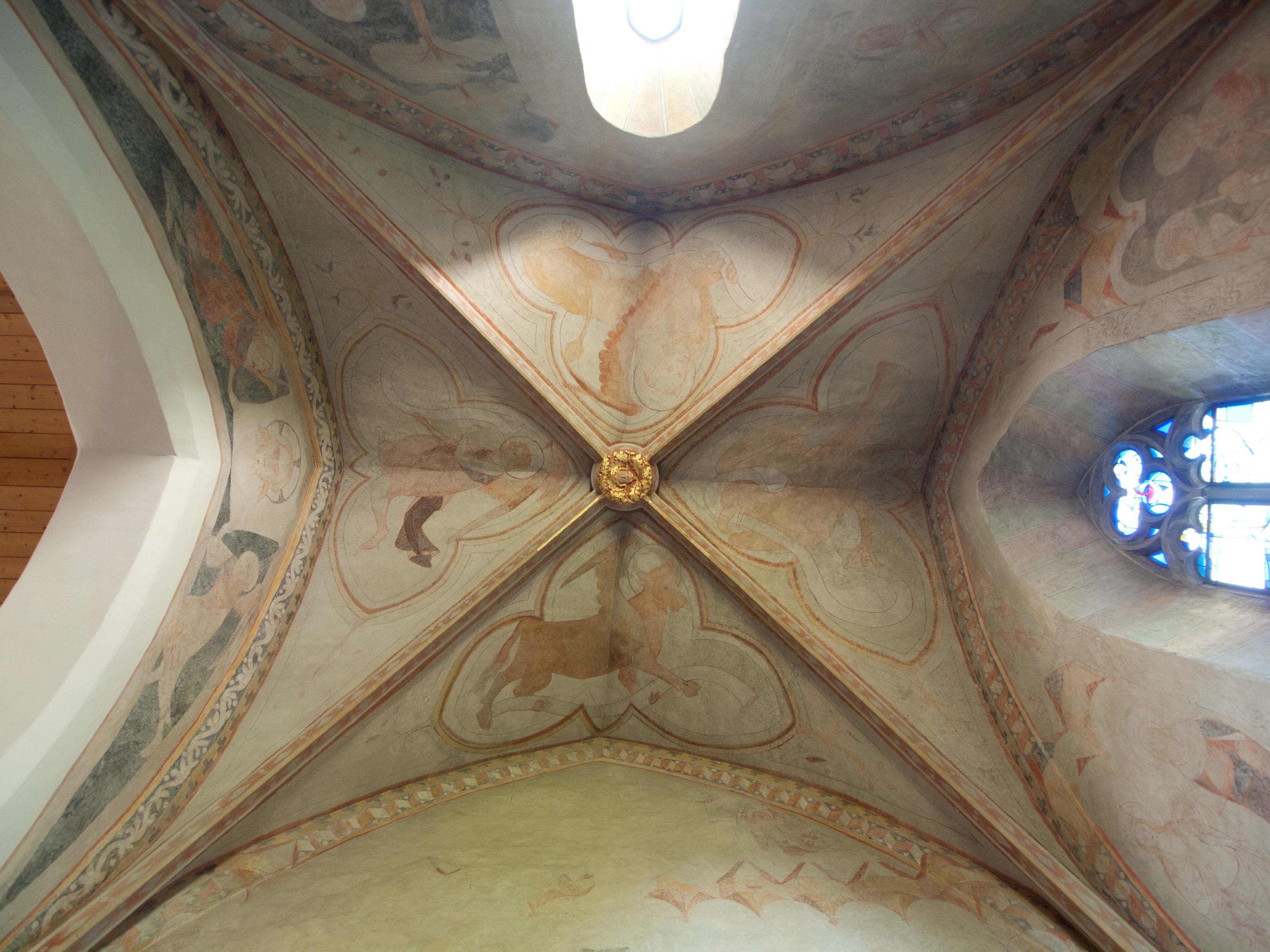
Deckengemälde im Chor

Das Deckengemälde im Chor wie auch die Seitengemälde werden auf «um 1400» datiert. Das Deckengemälde zeigt die Symbole der vier Evangelisten.
Die Seitengemälde sind wegen der verschiedenen Einbauten, die später wieder entfernt wurden, nur noch teilweise erhalten.

### Gemälde im Schiff
Bei der Restaurierung 1964–67 entdeckte man bei den zugemauerten spätromanischen Fenstern die ursprüngliche Bemalung der Laibung. Bei allen Fenstern im Schiff wurde nach diesem Vorbild die Laibung neu bemalt. Die Westwand scheint komplett mit einem Gemälde des Jüngsten Gerichtes bemalt gewesen zu sein. Das Gemälde wurde 1897 noch fragmentarisch angetroffen. Am nördlichen Wandteil wurde 1897 eine Szene aus dem Jüngsten Gericht restauriert.

### Kanzel
Die 1665 geschaffene Kanzel ist das einzige, was von der barocken Kirchenausstattung übernommen wurde. Anlässlich der Renovierung von 1964 bis 1967 wurde sie tiefer gesetzt, und der Holzsockel und die Holzrückwand wurden entfernt.

### Chorfenster
Das Bleiglasfenster im Chor wurde 1967 von Felix Hoffmann geschaffen. Das in Blautönen gehaltene Fenster trägt den Titel «Ostern».

### Orgel
Die nach der Restaurierung eingebaute Orgel mit Baujahr 1966 wurde, da ja keine Empore mehr eingebaut werden sollte, an die Nordwand des Schiffes gestellt. Das mechanische Instrument besitzt 28 Register auf zwei Manualen und Pedal. Die Orgel stammt von der Firma J. Neidhart, ihre Disposition wurde von Viktor Schlatter und Georges Lhôte konzipiert und 2022 von Peter Meier renoviert und geringfügig umgestaltet.